# Jüdischer Friedhof (Neuruppin)

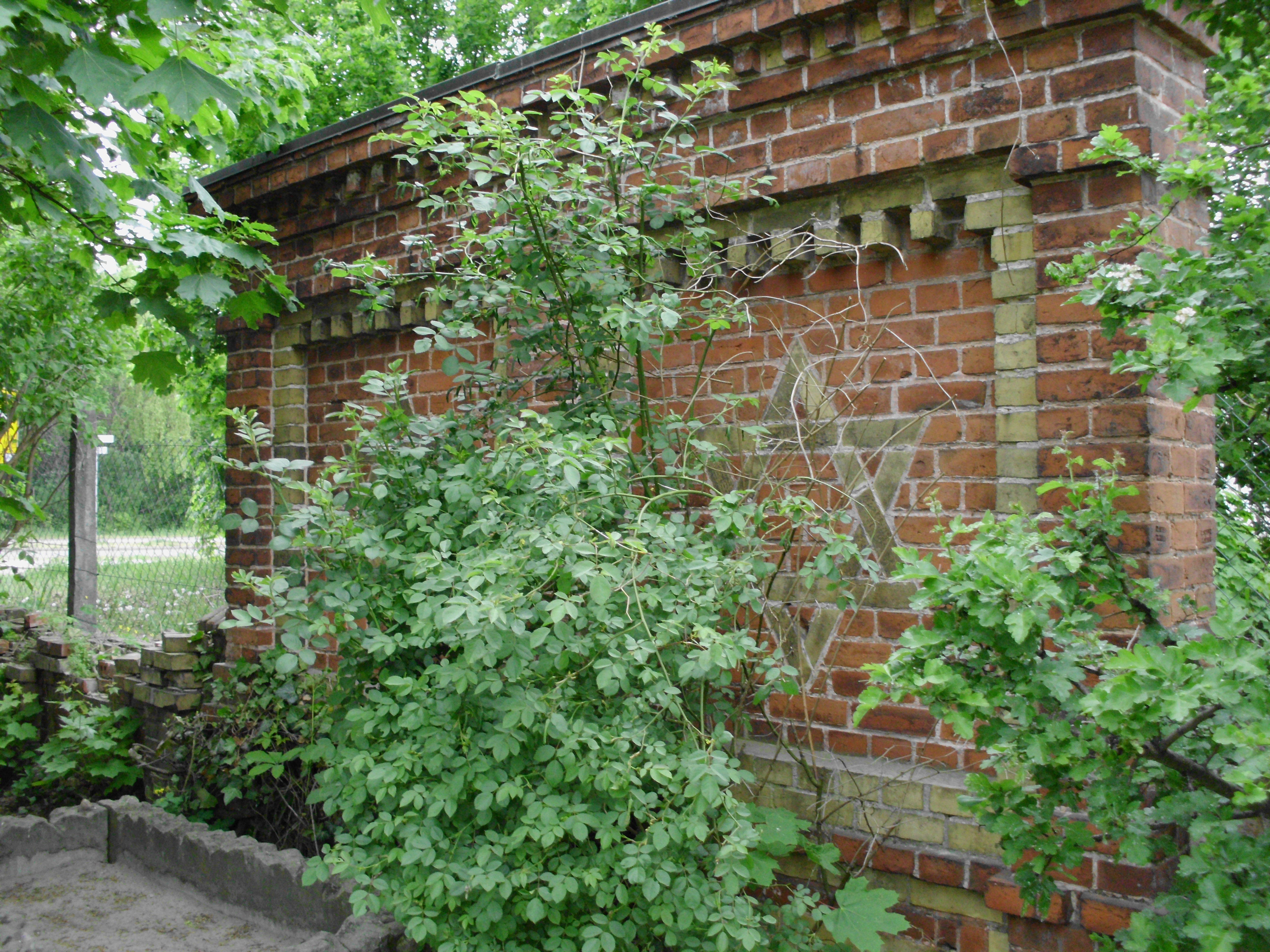
Mauerfries mit Davidstern, einzig erhaltenes Mauerstück auf dem Jüdischen Friedhof Neuruppin

Der Jüdische Friedhof Neuruppin befindet sich in Neuruppin im Landkreis Ostprignitz-Ruppin im Nordwesten des Landes Brandenburg.
Der jüdische Friedhof liegt dort auf dem Hauptfriedhof in der Gerhart-Hauptmann-Straße 61 (Feld 6).
Der Friedhof wurde durch Schändung während der Novemberpogrome 1938 und durch Bombenangriffe am 10. und 20. April 1945 weitgehend zerstört. Es sind nur wenige Grabsteine und Grablagen erhalten. Er wird heute nicht mehr genutzt.